# Sussidi energetici

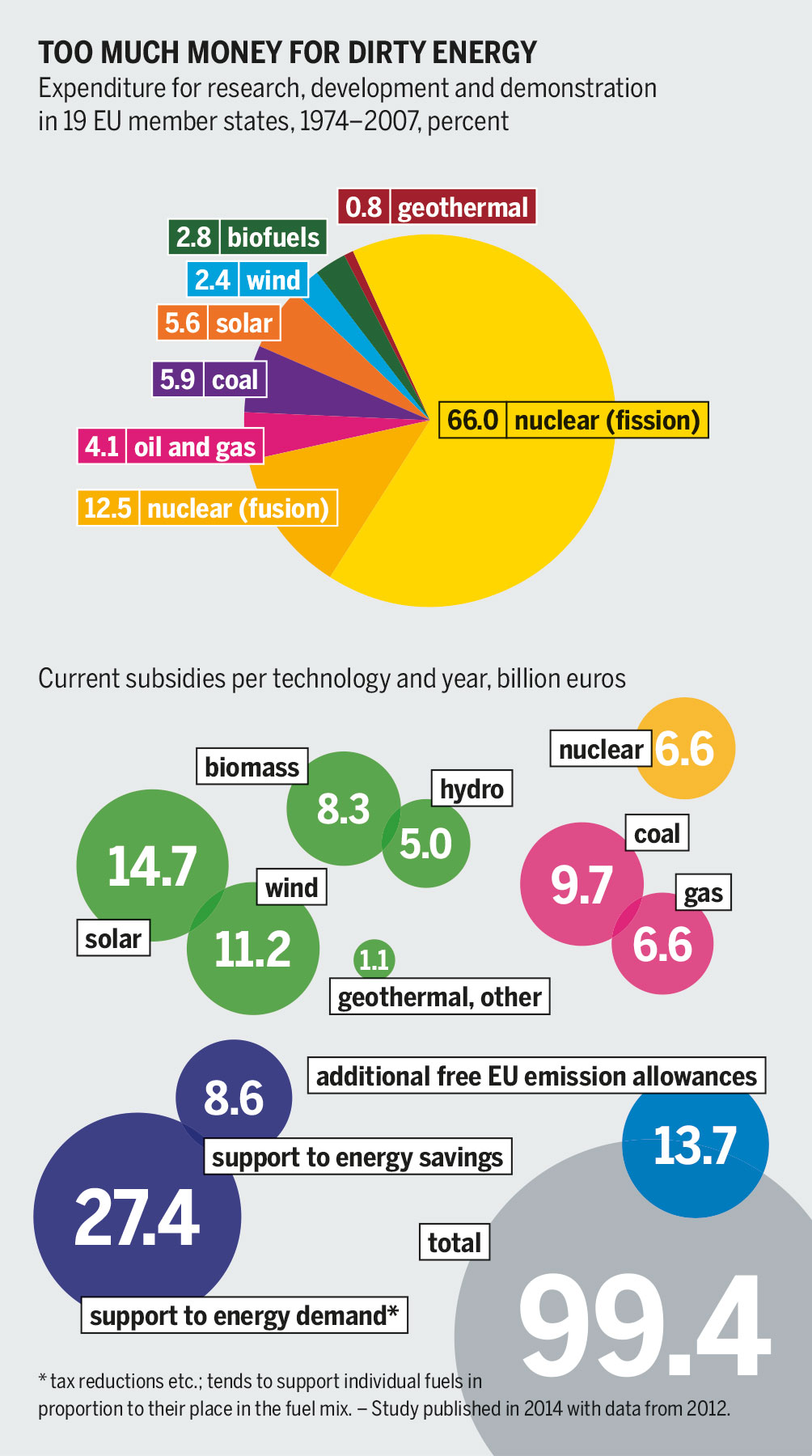

I sussidi energetici in economia e finanza statale sono misure incentivanti atte a mantenere i prezzi per i consumatori di energia al di sotto dei livelli di mercato, o per i produttori rispettivamente al di sopra, ovvero riducono i costi per i consumatori e produttori. I sussidi energetici possono consistere in trasferimenti di denaro diretti ai produttori, consumatori e organismi affini, nonché in indiretti meccanismi di sostegno, quali esenzioni fiscali e sconti, controllo dei prezzi, restrizioni commerciali e limiti di accesso al mercato. Con questo sistema si può indirizzare lo sviluppo di importanti industrie energetiche moderne, favorendo determinate fonti di energia.
In quasi tutti i paesi del mondo la maggior parte dei sussidi statali viene destinata alle fonti di energia fossile (petrolio, carbone), e solo in piccola o minima parte alle energie rinnovabili (eolico, solare, idroelettrico, ecc), in un rapporto che si aggira intorno al 97% di investimenti in fonti fossili, contro il restante 3% in tutte le altre fonti di energia rinnovabile. Nel 2011 i sussidi alle fonti fossili hanno raggiunto 90 miliardi di dollari nei paesi OCSE e oltre 500 miliardi di dollari in tutto il mondo.

## I sussidi energetici in Italia

### 2015
L'Italia spende 3,5 miliardi di euro di contributi statali alle sole fonti fossili, mentre il totale di sussidi investiti nelle energie rinnovabili è costituito da soli 84 milioni di euro. Contando l'Italia insieme ad altre grandi economie quali Australia, Canada, Francia, Germania, Giappone, Regno Unito e Stati Uniti, le sovvenzioni per l'anno 2015 al petrolio, al carbone e al gas raggiungono una cifra pari a 80 miliardi di dollari.

## Critiche
Le critiche mosse da numerose associazioni ambientaliste al sistema di finanziamento alle fonti di energia globalmente diffuso in Occidente riguardano la differenza sostanziale nel rapporto tra i sussidi alle fonti energetiche fossili e tutte le rimanenti fonti di energia rinnovabile, con un rapporto che in media è di 40 per le prime e 1 per le seconde: in tale modo, secondo tali fonti, il mercato ne risulterebbe sostanzialmente drogato, rendendo naturalmente più conveniente l'acquisto e la produzione di fonti fossili, ma soltanto attraverso l'espediente dei sussidi e grazie ad incentivi statali sempre prepotentemente mirati alla salvaguardia di queste ultime fonti di energia e non basati su un mercato libero e concorrenziale, ovvero su una più equilibrata incentivazione di tutte le forme di produzione energetica (o magari, come promosso da molte di queste associazioni, di quelle con minore impatto ambientale).

## Sussidi energie rinnovabili Italia
Sul fronte degli incentivi verso le fonti di energia rinnovabili si evidenziano una serie di interventi normativi volti ad incrementare la produzione di energia elettrica da fonti non fossili, primo fra tutti il fotovoltaico.
Innanzitutto, all’art. 7 del D.lgs. 29 dicembre 2003, n. 387 (che attua la direttiva 2001/77/CE) sono contenute disposizioni volte a favorire la produzione di elettricità generata tramite conversione fotovoltaica. Ai sensi del suddetto articolo infatti, la produzione di energia elettrica tramite l’utilizzo della tecnologia fotovoltaica è premiata attraverso la percezione, sia per i privati che per le imprese, di un incentivo (c.d. tariffa incentivante), calcolabile in base alla potenza dell'impianto costruito moltiplicato per l'energia prodotta annualmente.
L’incentivo, che costituisce un ristoro per le spese sostenute per l’acquisto e il funzionamento dell’impianto, è escluso dall’applicazione dell’IVA.
La normativa prevede che, nel caso in cui l’energia prodotta dall’impresa mediante impianto fotovoltaico (oltre 20 kW) risulti in eccesso e per questo venga ceduta, sulla porzione di incentivo riferibile alla parte di energia ceduta andrà applicata la ritenuta d’acconto del 4%. Per di più, l’autoproduzione di energia elettrica da parte delle imprese tramite il ricorso a fonti rinnovabili, comporta l’esenzione dall’accisa per la produzione di energia elettrica.
Un ulteriore provvedimento che ha introdotto meccanismi incentivanti per la produzione di energia elettrica da parte di impianti alimentati da fonti rinnovabili è il D.M. 4 luglio 2019, noto come decreto FER 1. La norma in esame considera: 
● quattro gruppi di impianti: eolici on-shore, solari fotovoltaici, idroelettrici o a gas residuati dai processi di depurazione;
● cinque tipologie di interventi, ammissibili a seconda della fonte utilizzata: nuova costruzione, integrale ricostruzione, riattivazione, potenziamento e rifacimento.
In particolare, per l’energia solare sono ammessi gli impianti fotovoltaici di nuova costruzione che abbiano una potenza compresa tra 20 KW e 1 MW, inclusi quelli che sostituiscono superfici di eternit o amianto.
La possibilità di accedere agli incentivi, distinta in base alla fonte energetica utilizzata e alla categoria di intervento, avviene con due modalità alternative a seconda della potenza e del gruppo di appartenenza dell’impianto: 
- l’iscrizione in registri;

- la partecipazione ad aste, attraverso bandi disposti periodicamente dal Gestore dei servizi energetici (GSE)[N 2].

Decorsi 90 giorni dalla chiusura dei bandi, il GSE pubblica una graduatoria e in questo modo si procede alla richiesta degli incentivi.
I meccanismi incentivanti, riconosciuti per l’energia elettrica pulita, prodotta e immessa in rete, sono la tariffa onnicomprensiva e l’incentivo, entrambe erogate per un periodo che varia dai 20 ai 30 anni. Gli impianti che producono fino a 250 kW di potenza possono decidere quale meccanismo attivare potendo optare per il passaggio da un sistema all’altro per non più di due volte durante il periodo di incentivazione, mentre quelli che superano tale soglia devono applicare necessariamente il secondo.
Il valore delle misure è stabilito a partire dalla tariffa di riferimento, differenziata in base alla fonte energetica, alla tipologia e alla potenza dell’impianto. Successivamente viene determinata la tariffa offerta, calcolata sulla riduzione percentuale della tariffa di riferimento proposta dal produttore, il quale può presentare un’eventuale offerta al ribasso che per l’iscrizione in registri non deve essere superiore al 30% mentre per la procedura ad asta è compresa tra il 2% e il 70%.
Per concedere la tariffa onnicomprensiva, il GSE ritira l’energia prodotta e immessa in rete ed eroga la tariffa spettante, corrispondente al valore della tariffa offerta con le ulteriori riduzioni previste dal decreto. Con l’incentivo invece, il produttore mantiene la disponibilità dell’energia prodotta e per quella immessa in rete gli viene riconosciuto un valore pari alla differenza tra la tariffa spettante e il prezzo zonale orario dell’energia.
Il decreto inoltre prevede due premi aggiuntivi in relazione alla quantità di energia prodotta in un’ora dagli impianti : il primo pari a 12 euro al MWh per gli impianti fotovoltaici installati in sostituzione di coperture di edifici e fabbricati rurali su cui è operata la completa rimozione dell’amianto o dell’eternit; il secondo pari a 10 euro al MWh per l’energia elettrica prodotta e auto-consumata a patto che superi il 40% dell’energia prodotta netta per gli impianti su edifici di potenza uguale o inferiore a 100 kW.

## Sussidi energetici Paesi Bassi
Il Governo olandese attraverso i “Green Deals”, ossia accordi tra la comunità imprenditoriale e le amministrazioni locali, ha cercato di favorire l’adeguamento dell’industria agli standard di emissione e stimolare nuovi progetti di produzione di energia verde. Nel 2013 è stato siglato un accordo energetico tra Governo, produttori e distributori di elettricità, organizzazioni ambientali e imprese che prevedeva che nel 2020 il 14% dell’energia prodotta avrebbe dovuto essere rinnovabile, arrivando al 16% nel 2023 e poi al 100% entro il 2050. Inoltre, con un “Green Deal” tra il Governo e l’Associazione olandese delle Banche (NVB) si è cercato di favorire gli investimenti dell’imprenditoria in progetti di energia rinnovabile.
Nell’aprile 2015, il Ministro degli Affari Economici ha annunciato gli obiettivi del “programma nazionale strategico 2016-2019” consistenti nel progressivo ricorso a fonti energetiche rinnovabili, nella riduzione dei consumi energetici, nell’incremento di efficienza negli impieghi, ovvero con la massimizzazione dell’efficienza energetica.
Nel 2016, con l’introduzione del “pacchetto SDE+” (Stimulating Sustainable Energy) è stato previsto un fondo governativo di 8 miliardi di euro destinato a fornire prestiti agevolati ad imprese innovative per progetti finalizzati al raggiungimento degli obiettivi europei per il 2020. Al fine di guidare la riduzione delle emissioni, con tale strumento si sostiene la produzione di energia sostenibile e attraverso aste competitive si assegnano sussidi operativi a progetti di energia rinnovabile.
Tuttavia i Paesi Bassi sono tra le nazioni europee con il maggiore indice pro capite di emissioni di CO₂ e allo stesso tempo, l’uso di energie rinnovabili del paese è tra i più bassi nel vecchio continente.
Proprio per questo, una sentenza rivoluzionaria della Corte suprema olandese del 21 dicembre 2019, la più importante sul cambiamento climatico, ha imposto al governo di tagliare del 25% (rispetto al 1990) le emissioni inquinanti entro l’anno 2020, al fine di centrare l’obiettivo previsto dagli accordi internazionali. L’iter legale era iniziato nel 2013 quando l’associazione ambientalista Urgenda ha fatto causa ai Paesi Bassi con ricorso dinanzi alla Corte territoriale del L’Aja.
La Corte nazionale aveva sostenuto le ragioni dell’associazione ed in appello, i giudici avevano confermato la condanna.
Anche la Suprema Corte olandese ha confermato la sentenza dei giudici di merito ed ha stabilito che il governo olandese non avesse fatto abbastanza per proteggere i suoi cittadini dagli effetti pericolosi del cambiamento climatico, che «minacciano la loro vita e la loro salute».
Da qui le decisioni del Governo olandese in risposta al ritardo accumulato nei confronti degli obiettivi climatici a medio termine:
1. spegnere la centrale a carbone del porto di Amsterdam cinque anni prima di quanto inizialmente concordato dal governo in quanto da sola produceva circa il 2% dell'emissioni di gas ad effetto serra totali del paese;
2. introdurre una tassa sulle emissioni di CO₂ per colpire le grandi aziende e spingerle a investire nell’efficientamento tecnologico;
3. stanziare per il periodo 2011-2020, tramite SDE+, 60 miliardi di euro di sovvenzioni erogate in un periodo fino a 15 anni, in base alla quantità di energia rinnovabile generata.

Nel 2020, il Governo olandese ha stanziato ulteriori 5 miliardi di euro e SDE+ è stato ampliato in SDE++ (Sustainable Energy Transition Incentive Scheme), il quale utilizza un processo d'asta simile per assegnare sussidi ad aziende e organizzazioni del settore industriale che si occupino di sviluppare tecnologie non solo volte alla produzione di energia rinnovabile, ma anche alla riduzione di emissioni di CO₂.  A questa sovvenzione possono beneficiare cinque categorie principali di tecnologie a seconda che si occupino di:
- energia elettrica rinnovabile: energia a gradiente salino, idroelettrica, eolica e solare;
- cogenerazione (CHP): biomasse (fermentazione e combustione), geotermico (profondo e ultra profondo), energia solare termica;
- gas rinnovabile: fermentazione e gassificazione delle biomasse;
- produzione di calore a bassa emissione di carbonio: energia acquatermica, boiler elettrico, energia geotermica superficiale, calore di scarto, pompa di calore;
- basse emissioni di carbonio: cattura e stoccaggio del carbonio (CCS), idrogeno attraverso elettrolisi.

Nel 2020 le tecnologie possono ottenere un valore massimo di 300 euro per tonnellata di CO₂ a titolo di sovvenzione, che verrà assegnata per un periodo compreso tra i dodici e i quindici anni, a seconda della tecnologia utilizzata. Al fine di ottenere la sovvenzione, le tecnologie competeranno tra loro secondo standard di redditività.
Lo SDE++ rimane un sussidio operativo per le tecnologie rispettose del clima che compensa la differenza tra il prezzo di costo delle tecnologie e il valore di mercato del prodotto che le tecnologie forniscono.
Per quanto riguarda più nello specifico il fotovoltaico, nel 2017 un report della Dutch Foundation for Applied Water Research (STOWA) stimava in 52 mila ettari la superficie coperta da bacini idrici nel territorio olandese su cui potenzialmente installare impianti fotovoltaici. A novembre 2019 si è infatti conclusa la prima fase del progetto di installazione del più grande impianto fotovoltaico galleggiante, con la realizzazione delle prime 3 delle 15 isole di silicio previste, ciascuna delle quali avrà 4900 pannelli, per un totale a termine di 73.500 pannelli, su un’estensione di 18 ettari. Per sfruttare in modo ottimale la produzione di energia solare l’impianto è stato installato all’interno del bacino idrico artificiale dell’ex sito d’estrazione di sabbia nei pressi della città di Emmen.
Sempre in materia di fotovoltaico galleggiante, nel 2018, era stato presentato anche il progetto Zon op Zee (tradotto “Sole sul mare”) per la realizzazione entro il 2022 della prima centrale fotovoltaica in mare aperto, nel Mare del Nord.
A causa dei bassi consumi conseguenti al lockdown imposto per fronteggiare l’emergenza pandemica, l’eccesso di offerta elettrica sulla rete e la formazione di prezzi negativi hanno azzerato gli incentivi alle fonti rinnovabili. Difatti, il 29 marzo il prezzo dell’energia elettrica sul mercato APX day-ahead (carico di base) è stato negativo per oltre 6 ore continuative, durante le quali, come previsto dalle normative europee, il meccanismo di incentivazione SDE+ non ha potuto erogare sussidi alle rinnovabili per l’elettricità generata e immessa in rete.

### Esplicative
1. ↑  Attraverso la tecnologia fotovoltaica si trasforma istantaneamente l’energia solare in energia elettrica senza l’uso di alcun combustibile ma sfruttando l’effetto fotoelettrico, ossia la capacità che hanno alcuni semiconduttori opportunamente trattati, di generare energia elettrica se esposti alla luce solare.
2. ↑  Entrambi i meccanismi hanno scadenze specifiche e richiedono che il produttore alleghi la documentazione richiesta dal GSE.
3. ↑  Si intende l’energia elettrica prodotta dall’impianto alimentato da fonti rinnovabili che non viene consumata dallo stesso impianto.
4. ↑  La tariffa di riferimento è fissa ed è indicata negli Allegato I dei decreti ministeriali 23 giugno 2016 e 4 luglio 2019. https://www.gse.it/documenti_site/Documenti%20GSE/Servizi%20per%20te/FER%20ELETTRICHE/NORMATIVE/DM%2023%20giugno%202016.PDF Archiviato il 6 maggio 2021 in Internet Archive. e https://www.gse.it/normativa_site/GSE%20Documenti%20normativa/ITALIA_DM_MISE__04_07_2019.pdf Archiviato il 5 maggio 2021 in Internet Archive.
5. ↑  Il prezzo zonale orario dell'energia è definito dal GSE come il prezzo che si forma sul mercato elettrico che varia in base all'ora nella quale l'energia viene immessa in rete e alla zona di mercato in cui si trova l'impianto.
6. ↑  Questa è la nota esplicativa n. 6

[N6] solo il 7,4% del consumo di energia nei Paesi Bassi era coperto da fonti rinnovabili, ben lontano dall'obiettivo europeo del 20%.
7. ↑  Questa è la nota esplicativa n. 7

[N7] “L'importo di base”.
8. ↑  Questa è la nota esplicativa n. 8

[N8] Il "prezzo di mercato.
9. ↑  Questa è la nota esplicativa n. 9

[N9] Ciò vale per gli impianti che hanno inviato domanda di sussidio dopo il primo dicembre 2015 e che hanno potenza installata di almeno 3 MW per l’eolico e almeno 500 kW per le altre tecnologie.